# USS Kete (SS-369)
Za druga plovila z istim imenom glejte USS Kete.
USS Kete (SS-369) je bila jurišna podmornica razreda balao v sestavi Vojne mornarice Združenih držav Amerike.
Podmornica je izginila med marcem 1945.